# ナリタクリスタル
ナリタクリスタル（欧字名:Narita Crystal、2006年1月16日 - ）は、日本の競走馬、誘導馬。主な勝ち鞍に2010年の新潟記念、2011年の新潟記念、中京記念。
馬名の由来は、冠名＋「水晶」。

## 経歴

### 3歳時（2009年）
デビュー戦は1月10日、京都芝1600mの新馬戦。1番人気に推されたが直線追い込むも2着だった。この後3戦して人気になるもそれぞれ2,3,2着に敗れる。初勝利は3月21日の阪神の芝2000m戦。直線抜け出して初勝利を飾った。このあと500万下は2,3着した後、5月30日の中京の芝1800m戦。直線差し切り1番人気に応え、2勝目を挙げた。その後1000万下のエーデルワイスステークスを4着後は休養に入る。
秋は初重賞挑戦となったセントライト記念だったが、初めて11着大敗を喫した。自己条件戦となった10月25日の京都の北野特別を直線抜け出して3勝目を挙げた。この後準オープンの修学院ステークスは2着。逆瀬川ステークスは1番人気に応え4勝目をあげて、オープン入りを果たした。

### 4歳時（2010年）
2度目の重賞となった、中京の小倉大賞典は同じ馬主のオースミスパークに惜敗、2着になった。中京記念6着後、3ヶ月の休養に入り準オープンに降級した。降級後の阪神の準オープンの垂水ステークスは4着になったが、小倉の釜山ステークスは1番人気に応えて再びオープン入りした。その後、小倉記念は2番人気に支持されたが、4着に敗れた。そして8月29日の新潟記念をトウショウシロッコとの叩き合いを制し、重賞初制覇を飾ると共に2010サマー2000シリーズのチャンピオンとなった。また木原一良調教師にとっても1999年の厩舎開業以来12年目にして初の重賞制覇となった。

### 5歳時（2011年）
初戦となった中山金杯では中団追走から直線で外を伸びてきたがコスモファントムの3着に敗れた。小倉大賞典では道中中団待機から伸びきれず7着となった。中京記念では道中好位追走から抜け出し重賞2勝目を飾った。金鯱賞では5番手に控える形となったが直線で全く伸びず13着惨敗。小倉記念では1番人気に支持され、道中後方で待機したが直線で伸びきれず6着。新潟記念では道中は2番手追走から直線で逃げたサンライズベガを捕らえて快勝、史上初の新潟記念連覇となった。毎日王冠では中団に控えたが直線で伸びきれず7着。天皇賞（秋）では道中後方で待機したがトーセンジョーダンの7着に敗れた。

### 6歳時（2012年）
初戦となった中山記念では道中好位を追走したが直線で伸びを欠いて8着。大阪杯では後方に控える形となったが直線で伸びず8着惨敗。新潟大賞典では中団に控えたが直線で伸びきれず7着に敗れた。休養をはさみ、8月5日の小倉記念は9番人気と低評価だったが最後方から追い込んで3着となった。続いて新潟記念に出走したが、10着に敗れた。

### 7歳以降（2013年-2014年）
2013年は鳴尾記念、七夕賞、小倉記念に出走したがそれぞれ7着、11着、12着に敗れた。
2014年は新潟大賞典に出走し、逃げの手を打ったが失速し10着に敗れ、このレースを最後に引退した。

### 引退後
引退後は新潟競馬場で乗馬となり、2015年からは同場の誘導馬となる。
2022年を最後に誘導馬を引退、その後は新潟県胎内市の松原ステーブルスにて繋養されている。2025年より功労馬繋養支援事業の助成対象馬となり、引き続き同地で繋養されている。

## 競走成績
| 年月日     | 競馬場 | 競走名           | 格       | 頭数 | オッズ （人気） | オッズ （人気） | 着順 | 騎手     | 斤量 | 距離（馬場）  | タイム （上り3F） | 着差 | 勝ち馬/（2着馬）       |
| ---------- | ------ | ---------------- | -------- | ---- | --------------- | --------------- | ---- | -------- | ---- | ------------- | ----------------- | ---- | ---------------------- |
| 2009.01.10 | 京都   | 3歳新馬          |          | 15   | 02.9            | 0（1人）        | 02着 | 川田将雅 | 56   | 芝1600m（稍） | 1:37.2 (35.5)     | -0.0 | コンゴウ               |
| 0000.01.24 | 京都   | 3歳未勝利        |          | 16   | 10.9            | 0（5人）        | 02着 | 川田将雅 | 53   | 芝1600m（稍） | 1:36.8 (36.1)     | -0.0 | セブンサミッツ         |
| 0000.02.07 | 京都   | 3歳未勝利        |          | 16   | 03.1            | 0（1人）        | 03着 | 川田将雅 | 56   | 芝1600m（良） | 1:35.9 (35.8)     | -0.4 | フェイズシフト         |
| 0000.03.01 | 阪神   | 3歳未勝利        |          | 15   | 03.5            | 0（1人）        | 02着 | 武豊     | 56   | 芝1600m（良） | 1:38.0 (35.0)     | -0.0 | トライアンフマーチ     |
| 0000.03.21 | 中京   | 3歳未勝利        |          | 18   | 03.6            | 0（3人）        | 01着 | 武豊     | 56   | 芝2000m（良） | 2:02.3 (36.0)     | -0.1 | （ジュウクタイザン）   |
| 0000.04.11 | 阪神   | アザレア賞       | 500万下  | 9    | 10.1            | 0（5人）        | 03着 | 武豊     | 56   | 芝2000m（良） | 2:06.5 (34.4)     | -0.1 | トップカミング         |
| 0000.05.03 | 京都   | 3歳500万下       |          | 14   | 03.4            | 0（2人）        | 02着 | 武豊     | 56   | 芝1800m（良） | 1:47.5 (34.1)     | -0.4 | スリーロールス         |
| 0000.05.30 | 中京   | 3歳500万下       |          | 16   | 01.8            | 0（1人）        | 01着 | 武豊     | 56   | 芝1800m（良） | 1:47.7 (34.7)     | -0.2 | （ドリームライナー）   |
| 0000.06.14 | 東京   | エーデルワイスS  | 1000万下 | 11   | 07.1            | 0（5人）        | 04着 | 武豊     | 56   | 芝1600m（良） | 1:35.0 (33.7)     | -0.1 | ストロングガルーダ     |
| 0000.09.20 | 中山   | セントライト記念 | JpnII    | 18   | 34.3            | （10人）        | 11着 | 津村明秀 | 56   | 芝2200m（良） | 2:12.9 (35.8)     | -0.9 | ナカヤマフェスタ       |
| 0000.10.25 | 京都   | 北野特別         | 1000万下 | 9    | 03.1            | 0（2人）        | 01着 | 武豊     | 55   | 芝2000m（良） | 2:00.9 (33.7)     | -0.1 | （トモロポケット）     |
| 0000.11.22 | 京都   | 修学院S          | 1600万下 | 15   | 05.3            | 0（2人）        | 02着 | 武豊     | 54   | 芝2000m（良） | 2:00.4 (34.2)     | -0.0 | ミッキーパンプキン     |
| 0000.12.19 | 阪神   | 逆瀬川S          | 1600万下 | 11   | 02.2            | 0（1人）        | 01着 | 武豊     | 56   | 芝1800m（良） | 1:46.4 (34.3)     | -0.0 | （ブーケフレグランス） |
| 2010.02.06 | 中京   | 小倉大賞典       | GIII     | 15   | 04.1            | 0（2人）        | 02着 | 武豊     | 54   | 芝1800m（良） | 1:47.5 (36.7)     | -0.3 | オースミスパーク       |
| 0000.03.13 | 中京   | 中京記念         | GIII     | 18   | 05.8            | 0（3人）        | 06着 | 武豊     | 55   | 芝2000m（良） | 2:02.4 (35.0)     | -0.4 | シャドウゲイト         |
| 0000.06.27 | 阪神   | 垂水S            | 1600万下 | 12   | 05.4            | 0（3人）        | 04着 | 福永祐一 | 57   | 芝2000m（稍） | 2:01.5 (36.3)     | -0.5 | アドマイヤメジャー     |
| 0000.07.18 | 小倉   | 釜山S            | 1600万下 | 10   | 02.1            | 0（1人）        | 01着 | 幸英明   | 57.5 | 芝1800m（良） | 1:45.9 (35.6)     | -0.1 | （ジェントルフォーク） |
| 0000.08.01 | 小倉   | 小倉記念         | GIII     | 17   | 05.0            | 0（2人）        | 04着 | 幸英明   | 55   | 芝2000m（良） | 1:58.2 (34.8)     | -0.3 | ニホンピロレガーロ     |
| 0000.08.29 | 新潟   | 新潟記念         | GIII     | 17   | 09.4            | 0（5人）        | 01着 | 幸英明   | 55   | 芝2000m（良） | 1:58.4 (33.9)     | -0.0 | （トウショウシロッコ） |
| 2011.01.05 | 中山   | 中山金杯         | GIII     | 16   | 10.4            | 0（5人）        | 03着 | 幸英明   | 56   | 芝2000m（良） | 1:59.9 (34.2)     | -0.1 | コスモファントム       |
| 0000.02.05 | 小倉   | 小倉大賞典       | GIII     | 16   | 03.1            | 0（2人）        | 07着 | 幸英明   | 55   | 芝1800m（良） | 1:45.7 (35.0)     | -0.4 | サンライズベガ         |
| 0000.03.20 | 小倉   | 中京記念         | GIII     | 16   | 04.9            | 0（2人）        | 01着 | 武豊     | 56   | 芝2000m（稍） | 2:00.0 (36.1)     | -0.4 | （シャドウゲイト）     |
| 0000.05.28 | 京都   | 金鯱賞           | GII      | 16   | 09.6            | 0（4人）        | 13着 | 武豊     | 57   | 芝2000m（不） | 2:04.7 (37.9)     | -2.3 | ルーラーシップ         |
| 0000.07.31 | 小倉   | 小倉記念         | GIII     | 18   | 04.8            | 0（1人）        | 06着 | 武豊     | 57.5 | 芝2000m（良） | 1:57.8 (35.9)     | -0.5 | イタリアンレッド       |
| 0000.08.28 | 新潟   | 新潟記念         | GIII     | 11   | 08.2            | 0（5人）        | 01着 | 武豊     | 57.5 | 芝2000m（良） | 1:59.1 (33.8)     | -0.0 | （サンライズベガ）     |
| 0000.10.09 | 東京   | 毎日王冠         | GII      | 11   | 13.8            | 0（7人）        | 07着 | 武豊     | 57   | 芝1800m（良） | 1:47.0 (33.1)     | -0.3 | ダークシャドウ         |
| 0000.10.30 | 東京   | 天皇賞（秋）     | GI       | 18   | 96.9            | （13人）        | 07着 | 武豊     | 58   | 芝2000m（良） | 1:57.1 (35.0)     | -0.4 | トーセンジョーダン     |
| 2012.02.26 | 中山   | 中山記念         | GII      | 11   | 44.7            | 0（8人）        | 08着 | 武豊     | 56   | 芝1800m（重） | 1:48.6 (35.8)     | -1.3 | フェデラリスト         |
| 0000.04.01 | 阪神   | 産経大阪杯       | GII      | 12   | 70.1            | 0（9人）        | 08着 | 幸英明   | 56   | 芝2000m（稍） | 2:06.2 (35.2)     | -0.7 | ショウナンマイティ     |
| 0000.05.06 | 新潟   | 新潟大賞典       | GIII     | 15   | 13.3            | 0（8人）        | 07着 | 幸英明   | 58   | 芝2000m（稍） | 1:59.4 (36.0)     | -0.4 | ヒットザターゲット     |
| 0000.08.05 | 小倉   | 小倉記念         | GIII     | 12   | 24.6            | 0（9人）        | 03着 | 武豊     | 58   | 芝2000m（良） | 1:57.8 (34.5)     | -0.5 | エクスペディション     |
| 0000.09.02 | 新潟   | 新潟記念         | GIII     | 18   | 10.0            | 0（5人）        | 10着 | 武豊     | 58   | 芝2000m（良） | 1:58.2 (32.5)     | -0.6 | トランスワープ         |
| 2013.06.01 | 阪神   | 鳴尾記念         | GIII     | 16   | 123.2           | （14人）        | 07着 | 幸英明   | 56   | 芝2000m（良） | 1:59.4 (34.6)     | -0.5 | トウケイヘイロー       |
| 0000.07.07 | 福島   | 七夕賞           | GIII     | 16   | 22.1            | 0（9人）        | 11着 | 幸英明   | 58   | 芝2000m（良） | 1:59.8 (36.3)     | -0.9 | マイネルラクリマ       |
| 0000.08.04 | 小倉   | 小倉記念         | GIII     | 15   | 67.1            | （13人）        | 12着 | 松山弘平 | 58   | 芝2000m（稍） | 1:58.9 (35.6)     | -1.8 | メイショウナルト       |
| 2014.05.11 | 新潟   | 新潟大賞典       | GIII     | 16   | 137.5           | （15人）        | 10着 | 田中健   | 57.5 | 芝2000m（良） | 2:00.1 (35.0)     | -0.9 | ユールシンギング       |

## 血統表
| ナリタクリスタルの血統（サンデーサイレンス系（ヘイルトゥリーズン系） / Northern Dancer 9.38% 5x4､Raise a Native 6.25% 5x5） | ナリタクリスタルの血統（サンデーサイレンス系（ヘイルトゥリーズン系） / Northern Dancer 9.38% 5x4､Raise a Native 6.25% 5x5） | ナリタクリスタルの血統（サンデーサイレンス系（ヘイルトゥリーズン系） / Northern Dancer 9.38% 5x4､Raise a Native 6.25% 5x5） | （血統表の出典）        | （血統表の出典）  |
| 父 スペシャルウィーク 1995 黒鹿毛                                                                                           | 父の父*サンデーサイレンス Sunday Silence 1986 青鹿毛                                                                        | Halo | Hail to Reason          | Hail to Reason    |
| 父 スペシャルウィーク 1995 黒鹿毛                                                                                           | 父の父*サンデーサイレンス Sunday Silence 1986 青鹿毛                                                                        | Halo | Cosmah                  |                   |
| 父 スペシャルウィーク 1995 黒鹿毛                                                                                           | 父の父*サンデーサイレンス Sunday Silence 1986 青鹿毛                                                                        | Wishing Well | Understanding           | Understanding     |
| 父 スペシャルウィーク 1995 黒鹿毛                                                                                           | 父の父*サンデーサイレンス Sunday Silence 1986 青鹿毛                                                                        | Wishing Well | Mountain Flower         |                   |
| 父 スペシャルウィーク 1995 黒鹿毛                                                                                           | 父の母キャンペンガール 1987 鹿毛                                                                                            | マルゼンスキー | Nijinsky II             | Nijinsky II       |
| 父 スペシャルウィーク 1995 黒鹿毛                                                                                           | 父の母キャンペンガール 1987 鹿毛                                                                                            | マルゼンスキー | *シル                   |                   |
| 父 スペシャルウィーク 1995 黒鹿毛                                                                                           | 父の母キャンペンガール 1987 鹿毛                                                                                            | レディーシラオキ | *セントクレスピン       | *セントクレスピン |
| 父 スペシャルウィーク 1995 黒鹿毛                                                                                           | 父の母キャンペンガール 1987 鹿毛                                                                                            | レディーシラオキ | ミスアシヤガワ          |                   |
| 母 プレシャスラバー 1998 鹿毛                                                                                               | 母の父*ペンタイア Pentire 1992 鹿毛                                                                                         | Be My Guest | Northern Dancer         | Northern Dancer   |
| 母 プレシャスラバー 1998 鹿毛                                                                                               | 母の父*ペンタイア Pentire 1992 鹿毛                                                                                         | Be My Guest | What a Treat            |                   |
| 母 プレシャスラバー 1998 鹿毛                                                                                               | 母の父*ペンタイア Pentire 1992 鹿毛                                                                                         | Gull Nook | Mill Reef               | Mill Reef         |
| 母 プレシャスラバー 1998 鹿毛                                                                                               | 母の父*ペンタイア Pentire 1992 鹿毛                                                                                         | Gull Nook | Bempton                 |                   |
| 母 プレシャスラバー 1998 鹿毛                                                                                               | 母の母*カウンテスステフィ Countess Steffi 1989 黒鹿毛                                                                       | Geiger Counter | Mr. Prospector          | Mr. Prospector    |
| 母 プレシャスラバー 1998 鹿毛                                                                                               | 母の母*カウンテスステフィ Countess Steffi 1989 黒鹿毛                                                                       | Geiger Counter | Thong                   |                   |
| 母 プレシャスラバー 1998 鹿毛                                                                                               | 母の母*カウンテスステフィ Countess Steffi 1989 黒鹿毛                                                                       | Steven's Treat | Raise a Bid             | Raise a Bid       |
| 母 プレシャスラバー 1998 鹿毛                                                                                               | 母の母*カウンテスステフィ Countess Steffi 1989 黒鹿毛                                                                       | Steven's Treat | Enthusiasticly F-No.1-w |                   |